# I liga brazylijska w piłce nożnej (1982)
Brazylia 1982
Mistrzem Brazylii został klub CR Flamengo, natomiast wicemistrzem Brazylii - klub Grêmio Porto Alegre.
Do Copa Libertadores w roku 1983 zakwalifikowały się następujące kluby:
- CR Flamengo (mistrz Brazylii)
- Grêmio Porto Alegre (wicemistrz Brazylii)

W 1982 roku w rozgrywkach I ligi brazylijskiej wzięło udział 44 klubów. Nikt nie spadł do drugiej ligi, a w następnym sezonie I liga liczyła także 44 kluby.

## Campeonato Brasileiro Série A 1982

### Uczestnicy
W mistrzostwach Brazylii w 1982 roku wzięły udział 44 kluby, w tym obrońca tytułu Grêmio Porto Alegre, najlepszy klub II ligi (Taça de Prata) w 1981 Guarani FC oraz 4 najlepsze kluby II ligi w 1982: America FC, Athletico Paranaense, Corinthians Paulista i SC São Paulo. Ponadto udział wzięło 38 najlepszych klubów w mistrzostwach stanowych 1981 roku.
Stan São Paulo reprezentowało 6 klubów: AA Internacional, AA Ponte Preta, XV de Jaú, Santos FC, São Paulo i São José.
Stan Rio de Janeiro reprezentowało 5 klubów: Bangu AC, Botafogo FR, CR Flamengo, CR Vasco da Gama i Fluminense FC.
Po 2 kluby reprezentowały następujące stany: stan Rio Grande do Sul – Internacional Santa Maria i SC Internacional, stan Bahia – EC Bahia i EC Vitória, stan Ceará – Ferroviário AC i Ceará SC, stan Goiás – Goiás EC i AA Anapolina, stan Minas Gerais – Atlético Mineiro i Cruzeiro EC, stan Parana – Grêmio Maringá i Londrina, oraz stan Pernambuco – Náutico i Sport Recife.
Następujące stany miały w mistrzostwach Brazylii tylko po 1 klubie: stan Alagoas – CS Alagoano, stan Amazonas – Nacional FC, Dystrykt Federalny – Taguatinga EC, stan Espírito Santo – Desportiva Cariacica, stan Maranhão – Moto Club de São Luís, stan Mato Grosso – Mixto EC, stan Mato Grosso do Sul – Operário FC, stan Pará – Paysandu SC, stan Paraíba – Treze FC, stan Piauí – Ríver AC, stan Rio Grande do Norte – América Natal, stan Santa Catarina – Joinville oraz stan Sergipe – Itabaiana.

### Format rozgrywek
Mistrzostwa Brazylii podzielone zostały na dwa etapy, mające wyłonić najlepszą szesnastkę, z której następnie systemem pucharowym wyłoniony miał być mistrz Brazylii. W pierwszym etapie 40 klubów podzielono na 8 grup - po 5 klubów w każdej grupie. Trzy najlepsze kluby w każdej grupie automatycznie awansowały do drugiego etapu. Kluby, które zajęły w swoich grupach 4. miejsce miały jeszcze szanse w barażach, gdzie do drugiego etapu awansowali zwycięzcy każdej z 4 par. Także ostatnie w tabelach kluby wzięły udział w turnieju Taça de Prata, z którego do drugiego etapu awansowały 4 kluby. Łącznie do drugiego etapu zakwalifikowały się 32 kluby.
W drugim etapie 32 kluby podzielono na 8 grup, po 4 kluby w każdej grupie. Do 1/8 finału awansowały po 2 najlepsze kluby z każdej grupy. Następnie 1/8 finału, ćwierćfinały, półfinały oraz finał rozegrano systemem pucharowym mecz i rewanż.
W grupach o kolejności decydowała w pierwszym rzędzie liczba zdobytych punktów, następnie liczba zwycięstw, a na końcu bilans bramkowy.

### Pierwszy etap

#### Grupa A

##### Kolejka 1
| Data             | Mecz                                    |
| ---------------- | --------------------------------------- |
| 17 stycznia 1982 | Santos FC – CR Vasco da Gama 1:0 Pita   |
| 17 stycznia 1982 | Moto Club de São Luís – Paysandu SC 0:0 |

##### Kolejka 2
| Data             | Mecz                                                                                         |
| ---------------- | -------------------------------------------------------------------------------------------- |
| 20 stycznia 1982 | Santos FC – Moto Club de São Luís 4:1 Joăo Paulo, Palhinha, Nílson Dias, Márcio - Zé Roberto |
| 20 stycznia 1982 | Paysandu SC – Nacional FC 1:1 Marcos - Jasson                                                |

##### Kolejka 3
| Data             | Mecz |
| ---------------- | --- |
| 24 stycznia 1982 | CR Vasco da Gama – Moto Club de São Luís 7:0 Cláudio Adăo (3), Roberto Dinamite, Renato Sá, Marquinho, Dudu |
| 24 stycznia 1982 | Nacional FC – Santos FC 2:2 Mauro Campos, Jasson - Joăo Paulo, Márcio s                                     |

##### Kolejka 4
| Data             | Mecz                                                |
| ---------------- | --------------------------------------------------- |
| 28 stycznia 1982 | Nacional FC – CR Vasco da Gama 0:1 Roberto Dinamite |
| 28 stycznia 1982 | Paysandu SC – Santos FC 0:0                         |

##### Kolejka 5
| Data             | Mecz                                                                             |
| ---------------- | -------------------------------------------------------------------------------- |
| 31 stycznia 1982 | Moto Club de São Luís – Nacional FC 0:0                                          |
| 31 stycznia 1982 | Paysandu SC – CR Vasco da Gama 1:3 Marcinho - Roberto Dinamite (2), Cláudio Adăo |

##### Kolejka 6
| Data          | Mecz                                                                   |
| ------------- | ---------------------------------------------------------------------- |
| 3 lutego 1982 | Santos FC – Nacional FC 3:1 Palhinha, Carlos Silva, Pita - Sarará      |
| 3 lutego 1982 | Moto Club de São Luís – CR Vasco da Gama 1:2 Gilmar - Cláudio Adăo (2) |

##### Kolejka 7
| Data          | Mecz                                                                        |
| ------------- | --------------------------------------------------------------------------- |
| 7 lutego 1982 | Santos FC – Paysandu SC 4:1 Joăo Paulo (2), Carlos Silva, Márcio - Isidoro  |
| 7 lutego 1982 | CR Vasco da Gama – Nacional FC 4:0 Roberto Dinamite (2), Cláudio Adăo, Dudu |

##### Kolejka 8
| Data           | Mecz                                                              |
| -------------- | ----------------------------------------------------------------- |
| 10 lutego 1982 | CR Vasco da Gama – Paysandu SC 2:0 Roberto Dinamite, Cláudio Adăo |
| 10 lutego 1982 | Nacional FC – Moto Club de São Luís 0:1 Gil Lima                  |

##### Kolejka 9
| Data           | Mecz                                                              |
| -------------- | ----------------------------------------------------------------- |
| 14 lutego 1982 | Paysandu SC – Moto Club de São Luís 0:0                           |
| 14 lutego 1982 | CR Vasco da Gama – Santos FC 3:0 Wilsinho, Pedrinho, Cláudio Adăo |

##### Kolejka 10
| Data           | Mecz                                                             |
| -------------- | ---------------------------------------------------------------- |
| 17 lutego 1982 | Moto Club de São Luís – Santos FC 2:1 Raimundinho (2) – Palhinha |
| 17 lutego 1982 | Nacional FC – Paysandu SC 1:1 Jasson - Edésio                    |

##### Tabela grupy A
| Poz | Klub                  | Mecze | Zw | Rem | Por | Pkt | BrZd | BrStr |
| --- | --------------------- | ----- | -- | --- | --- | --- | ---- | ----- |
| 1   | CR Vasco da Gama      | 8     | 7  | 0   | 1   | 14  | 22   | 3     |
| 2   | Santos FC             | 8     | 4  | 2   | 2   | 10  | 15   | 10    |
| 3   | Moto Club de São Luís | 8     | 2  | 3   | 3   | 7   | 5    | 14    |
| 4   | Paysandu SC           | 8     | 0  | 5   | 3   | 5   | 4    | 11    |
| 5   | Nacional FC           | 8     | 0  | 4   | 4   | 4   | 5    | 13    |

#### Grupa B

##### Kolejka 1
| Data             | Mecz                                                       |
| ---------------- | ---------------------------------------------------------- |
| 17 stycznia 1982 | Botafogo FR – Guarani FC 1:2 Mirandinha - Careca (2)       |
| 17 stycznia 1982 | América Natal – Ceará SC 1:2 Baltazar - Marciano, Nicássio |

##### Kolejka 2
| Data             | Mecz                                                                  |
| ---------------- | --------------------------------------------------------------------- |
| 20 stycznia 1982 | Guarani FC – América Natal 4:2 Jorge Mendonça (4) – Baltazar, Jaime s |
| 20 stycznia 1982 | Ceará SC – Ríver AC 3:1 Ramón (2), Lula - Sima                        |

##### Kolejka 3
| Data             | Mecz                                                      |
| ---------------- | --------------------------------------------------------- |
| 24 stycznia 1982 | Ríver AC – Guarani FC 1:3 Bitonho - Zéze, Careca, Ederson |
| 24 stycznia 1982 | Botafogo FR – América Natal 2:0 Perivaldo, Mirandinha     |

##### Kolejka 4
| Data             | Mecz                                                             |
| ---------------- | ---------------------------------------------------------------- |
| 28 stycznia 1982 | Ceará SC – Guarani FC 1:1 Ademir Patrício - Lúcio                |
| 28 stycznia 1982 | Ríver AC – Botafogo FR 1:3 Sima - Mirandinha, Perivaldo, Wecsley |

##### Kolejka 5
| Data             | Mecz                                  |
| ---------------- | ------------------------------------- |
| 31 stycznia 1982 | América Natal – Ríver AC 1:0 Baltazar |
| 31 stycznia 1982 | Ceará SC – Botafogo FR 0:0            |

##### Kolejka 6
| Data          | Mecz                                                                                      |
| ------------- | ----------------------------------------------------------------------------------------- |
| 3 lutego 1982 | América Natal – Botafogo FR 0:3 Perivaldo (2), Jocimar                                    |
| 4 lutego 1982 | Guarani FC – Ríver AC 8:0 Careca (3), Ederson (2), Capităo, Jorge Mendonça, Ernâni Banana |

##### Kolejka 7
| Data          | Mecz                                                                                             |
| ------------- | ------------------------------------------------------------------------------------------------ |
| 7 lutego 1982 | Guarani FC – Ceará SC 8:1 Jorge Mendonça (2), Careca (2), Zéze (2), Almeida, Júlio César - Ramón |
| 7 lutego 1982 | Botafogo FR – Ríver AC 5:2 Mirandinha (2), Édson, Mendonça, Perivaldo - Sima (2)                 |

##### Kolejka 8
| Data           | Mecz                                 |
| -------------- | ------------------------------------ |
| 10 lutego 1982 | Botafogo FR – Ceará SC 1:0 Perivaldo |
| 10 lutego 1982 | Ríver AC – América Natal 0:1 Norival |

##### Kolejka 9
| Data           | Mecz                                                                |
| -------------- | ------------------------------------------------------------------- |
| 14 lutego 1982 | Guarani FC – Botafogo FR 4:1 Careca (3), Ederson - Mendonça         |
| 14 lutego 1982 | Ceará SC – América Natal 3:2 Ramón (2), Nicássio - Didi Duarte, Iva |

##### Kolejka 10
| Data           | Mecz                                                         |
| -------------- | ------------------------------------------------------------ |
| 17 lutego 1982 | Ríver AC – Ceará SC 1:2 Edílson - Ademir Patrício, Queirós s |
| 17 lutego 1982 | América Natal – Guarani FC 1:2 Curió - Lúcio, Jorge Mendonça |

#### Tabela grupy B
| Poz | Klub          | Mecze | Zw | Rem | Por | Pkt | BrZd | BrStr |
| --- | ------------- | ----- | -- | --- | --- | --- | ---- | ----- |
| 1   | Guarani FC    | 8     | 7  | 1   | 0   | 15  | 32   | 8     |
| 2   | Botafogo FR   | 8     | 5  | 1   | 2   | 11  | 16   | 9     |
| 3   | Ceará SC      | 8     | 4  | 2   | 2   | 10  | 12   | 15    |
| 4   | América Natal | 8     | 2  | 0   | 6   | 4   | 8    | 16    |
| 5   | Ríver AC      | 8     | 0  | 0   | 8   | 0   | 6    | 26    |

#### Grupa C

##### Kolejka 1
| Data             | Mecz                                              |
| ---------------- | ------------------------------------------------- |
| 16 stycznia 1982 | São Paulo – Treze FC 5:0 Serginho (3), Renato (2) |
| 17 stycznia 1982 | Ferroviário AC – Náutico 1:2 Roberto - Jonas (2)  |

##### Kolejka 2
| Data             | Mecz                                                         |
| ---------------- | ------------------------------------------------------------ |
| 20 stycznia 1982 | CR Flamengo – São Paulo 3:2 Zico (2), Andrade - Serginho (2) |
| 20 stycznia 1982 | Treze FC – Náutico 1:1 Hélio Alagoano - Dimas                |

##### Kolejka 3
| Data             | Mecz                                                                    |
| ---------------- | ----------------------------------------------------------------------- |
| 24 stycznia 1982 | Náutico – CR Flamengo 3:4 Hęider (2), Douglas - Zico (2), Lico, Leandro |
| 24 stycznia 1982 | Ferroviário AC – Treze FC 0:2 Joăo Paulo, Wílson                        |

##### Kolejka 4
| Data             | Mecz                                                        |
| ---------------- | ----------------------------------------------------------- |
| 28 stycznia 1982 | CR Flamengo – Treze FC 5:0 Andrade (2), Zico, Nunes, Adílio |
| 28 stycznia 1982 | São Paulo – Ferroviário AC 4:0 Serginho (4)                 |

##### Kolejka 5
| Data             | Mecz                                                    |
| ---------------- | ------------------------------------------------------- |
| 31 stycznia 1982 | Náutico – São Paulo 1:4 Brás - Renato (2), Serginho (2) |
| 31 stycznia 1982 | CR Flamengo – Ferroviário AC 3:0 Zico (3)               |

##### Kolejka 6
| Data          | Mecz                                                                 |
| ------------- | -------------------------------------------------------------------- |
| 3 lutego 1982 | Treze FC – São Paulo 0:3 Renato (3)                                  |
| 4 lutego 1982 | Náutico – Ferroviário AC 2:3 Hęider, Brás - Roberto, Vicente, Meinha |

##### Kolejka 7
| Data          | Mecz                                                       |
| ------------- | ---------------------------------------------------------- |
| 7 lutego 1982 | Treze FC – CR Flamengo 1:3 Joăo Paulo - Tita (2), Adílio   |
| 7 lutego 1982 | Ferroviário AC – São Paulo 1:2 Vicente - Getúlio, Serginho |

##### Kolejka 8
| Data           | Mecz                                                          |
| -------------- | ------------------------------------------------------------- |
| 10 lutego 1982 | São Paulo – Náutico 1:1 Éverton - Cláudio                     |
| 10 lutego 1982 | Ferroviário AC – CR Flamengo 1:2 Paulo Maurício - Nunes, Tita |

##### Kolejka 9
| Data           | Mecz                                                     |
| -------------- | -------------------------------------------------------- |
| 13 lutego 1982 | CR Flamengo – Náutico 1:1 Nunes - Lupercínio             |
| 14 lutego 1982 | Treze FC – Ferroviário AC 2:0 Joăo Paulo, Hélio Alagoano |

##### Kolejka 10
| Data           | Mecz                                                                                 |
| -------------- | ------------------------------------------------------------------------------------ |
| 16 lutego 1982 | São Paulo – CR Flamengo 3:4 Éverton, Renato, Dario Pereyra - Lico, Nunes, Tita, Zico |
| 17 lutego 1982 | Náutico – Treze FC 0:0                                                               |

##### Tabela grupy C
| Poz | Klub           | Mecze | Zw | Rem | Por | Pkt | BrZd | BrStr |
| --- | -------------- | ----- | -- | --- | --- | --- | ---- | ----- |
| 1   | CR Flamengo    | 8     | 7  | 1   | 0   | 15  | 25   | 11    |
| 2   | São Paulo      | 8     | 5  | 1   | 2   | 11  | 24   | 10    |
| 3   | Treze FC       | 8     | 2  | 2   | 4   | 6   | 6    | 17    |
| 4   | Náutico        | 8     | 1  | 4   | 3   | 6   | 11   | 15    |
| 5   | Ferroviário AC | 8     | 1  | 0   | 7   | 2   | 6    | 19    |

#### Grupa D

##### Kolejka 1
| Data             | Mecz                                                |
| ---------------- | --------------------------------------------------- |
| 17 stycznia 1982 | Itabaiana – AA Internacional 0:1 Elísio             |
| 17 stycznia 1982 | CS Alagoano – Sport Recife 1:2 Flávio - Roberto (2) |

##### Kolejka 2
| Data             | Mecz                                                                    |
| ---------------- | ----------------------------------------------------------------------- |
| 20 stycznia 1982 | Sport Recife – Itabaiana 4:0 Roberto (2), Bebeto, Betinho               |
| 20 stycznia 1982 | AA Internacional – Fluminense FC 2:2 Ronaldo, Lela - Amauri, Robertinho |

##### Kolejka 3
| Data             | Mecz                                                            |
| ---------------- | --------------------------------------------------------------- |
| 24 stycznia 1982 | Fluminense FC – Sport Recife 1:2 Mário - Bebeto, Carlos Barbosa |
| 24 stycznia 1982 | CS Alagoano – Itabaiana 2:0 Jacozinho, Rômel                    |

##### Kolejka 4
| Data             | Mecz                                                                            |
| ---------------- | ------------------------------------------------------------------------------- |
| 28 stycznia 1982 | Fluminense FC – CS Alagoano 2:0 Mário, Ado                                      |
| 28 stycznia 1982 | AA Internacional – Sport Recife 2:3 Paulo Roberto, Elísio - Roberto (2), Nílson |

##### Kolejka 5
| Data             | Mecz                                                                 |
| ---------------- | -------------------------------------------------------------------- |
| 31 stycznia 1982 | AA Internacional – CS Alagoano 2:2 Lela, Beto Lima - Américo, Ademir |
| 31 stycznia 1982 | Itabaiana – Fluminense FC 0:4 Baiano (2), Amauri, Aldo               |

##### Kolejka 6
| Data          | Mecz                             |
| ------------- | -------------------------------- |
| 3 lutego 1982 | Sport Recife – Fluminense FC 0:0 |
| 4 lutego 1982 | Itabaiana – CS Alagoano 0:0      |

##### Kolejka 7
| Data          | Mecz                                                                           |
| ------------- | ------------------------------------------------------------------------------ |
| 7 lutego 1982 | CS Alagoano – Fluminense FC 3:3 Zé Carlos (2), Ademir - Baiano, Amauri, Derlei |
| 7 lutego 1982 | Sport Recife – AA Internacional 1:0 Édson                                      |

##### Kolejka 8
| Data           | Mecz                                               |
| -------------- | -------------------------------------------------- |
| 10 lutego 1982 | Fluminense FC – Itabaiana 2:0 Amauri, Gilcimar     |
| 10 lutego 1982 | CS Alagoano – AA Internacional 1:1 Dentinho - Lela |

##### Kolejka 9
| Data           | Mecz                                                                                 |
| -------------- | ------------------------------------------------------------------------------------ |
| 14 lutego 1982 | Sport Recife – CS Alagoano 3:0 Roberto (2), Édson                                    |
| 14 lutego 1982 | AA Internacional – Itabaiana 5:1 Lela (2), Paulo Roberto, Elzo, Salomăo - Angioletti |

##### Kolejka 10
| Data           | Mecz                                    |
| -------------- | --------------------------------------- |
| 17 lutego 1982 | Itabaiana – Sport Recife 1:0 Angioletti |
| 17 lutego 1982 | Fluminense FC – AA Internacional 0:0    |

##### Tabela grupy D
| Poz | Klub             | Mecze | Zw | Rem | Por | Pkt | BrZd | BrStr |
| --- | ---------------- | ----- | -- | --- | --- | --- | ---- | ----- |
| 1   | Sport Recife     | 8     | 6  | 1   | 1   | 13  | 15   | 5     |
| 2   | Fluminense FC    | 8     | 3  | 4   | 1   | 10  | 14   | 7     |
| 3   | AA Internacional | 8     | 2  | 4   | 2   | 8   | 13   | 10    |
| 4   | CS Alagoano      | 8     | 1  | 4   | 3   | 6   | 9    | 13    |
| 5   | Itabaiana        | 8     | 1  | 1   | 6   | 3   | 2    | 18    |

#### Grupa E

##### Kolejka 1
| Data             | Mecz                                                           |
| ---------------- | -------------------------------------------------------------- |
| 17 stycznia 1982 | EC Bahia – Mixto EC 3:2 Dario, Osny, Oliveira - Tostăo, Gilmar |
| 17 stycznia 1982 | Bangu AC – Cruzeiro EC 3:0 Vágner, Rubens Feijăo, Lira         |

##### Kolejka 2
| Data             | Mecz                                                     |
| ---------------- | -------------------------------------------------------- |
| 20 stycznia 1982 | Bangu AC – EC Bahia 0:0                                  |
| 20 stycznia 1982 | Mixto EC – Operário FC 1:2 Joăo Carlos - Cléber, Adílson |

##### Kolejka 3
| Data             | Mecz                                                              |
| ---------------- | ----------------------------------------------------------------- |
| 24 stycznia 1982 | Cruzeiro EC – EC Bahia 2:0 Edmar, Eduardo                         |
| 24 stycznia 1982 | Operário FC – Bangu AC 2:3 Cléber, Arturzinho - Rubens Feijăo (3) |

##### Kolejka 4
| Data             | Mecz                                                    |
| ---------------- | ------------------------------------------------------- |
| 28 stycznia 1982 | Mixto EC – Bangu AC 2:1 Tostăo, Toninho Campos - Vágner |
| 28 stycznia 1982 | Operário FC – Cruzeiro EC 1:0 Arturzinho                |

##### Kolejka 5
| Data             | Mecz                                                             |
| ---------------- | ---------------------------------------------------------------- |
| 31 stycznia 1982 | Mixto EC – Cruzeiro EC 4:2 Tostăo (3), Anderson - Edmar, Nelinho |
| 31 stycznia 1982 | EC Bahia – Operário FC 1:1 Dario - Arturzinho                    |

##### Kolejka 6
| Data          | Mecz                                            |
| ------------- | ----------------------------------------------- |
| 3 lutego 1982 | Bangu AC – Operário FC 3:0 Vágner (2), Vilmar   |
| 3 lutego 1982 | EC Bahia – Cruzeiro EC 3:0 Betinho, Osny, Dario |

##### Kolejka 7
| Data          | Mecz                                                              |
| ------------- | ----------------------------------------------------------------- |
| 7 lutego 1982 | Cruzeiro EC – Operário FC 1:3 Nelinho - Jones, Moisés, Arturzinho |
| 7 lutego 1982 | Bangu AC – Mixto EC 3:1 Luisăo (2), Rubens Feijăo - Vanderlei     |

##### Kolejka 8
| Data           | Mecz                                             |
| -------------- | ------------------------------------------------ |
| 10 lutego 1982 | Cruzeiro EC – Mixto EC 3:0 Jésum, Edmar, Nelinho |
| 10 lutego 1982 | Operário FC – EC Bahia 0:0                       |

##### Kolejka 9
| Data           | Mecz                                          |
| -------------- | --------------------------------------------- |
| 13 lutego 1982 | Cruzeiro EC – Bangu AC 2:1 Eudes (2) – Vágner |
| 14 lutego 1982 | Mixto EC – EC Bahia 0:1 Dario                 |

##### Kolejka 10
| Data           | Mecz                                           |
| -------------- | ---------------------------------------------- |
| 17 lutego 1982 | Operário FC – Mixto EC 2:0 Arturzinho, Leandro |
| 17 lutego 1982 | EC Bahia – Bangu AC 1:1 Betinho - Pedrinho     |

##### Tabela grupy E
| Poz | Klub        | Mecze | Zw | Rem | Por | Pkt | BrZd | BrStr |
| --- | ----------- | ----- | -- | --- | --- | --- | ---- | ----- |
| 1   | Bangu AC    | 8     | 4  | 2   | 2   | 10  | 15   | 8     |
| 2   | Operário FC | 8     | 4  | 2   | 2   | 10  | 11   | 9     |
| 3   | EC Bahia    | 8     | 3  | 4   | 1   | 10  | 9    | 6     |
| 4   | Cruzeiro EC | 8     | 3  | 0   | 5   | 6   | 10   | 15    |
| 5   | Mixto EC    | 8     | 2  | 0   | 6   | 4   | 10   | 17    |

#### Grupa F

##### Kolejka 1
| Data             | Mecz                                                                 |
| ---------------- | -------------------------------------------------------------------- |
| 17 stycznia 1982 | Desportiva Cariacica – Atlético Mineiro 0:2 Rômulo, Fernando Roberto |
| 17 stycznia 1982 | São José – Grêmio Porto Alegre 1:0 Tiăo Marino                       |

##### Kolejka 2
| Data             | Mecz                                                             |
| ---------------- | ---------------------------------------------------------------- |
| 20 stycznia 1982 | Grêmio Porto Alegre – Desportiva Cariacica 2:0 Baltazar, Tarciso |
| 20 stycznia 1982 | Atlético Mineiro – EC Vitória 1:0 Jorge Valença                  |

##### Kolejka 3
| Data             | Mecz                                                             |
| ---------------- | ---------------------------------------------------------------- |
| 24 stycznia 1982 | EC Vitória – Grêmio Porto Alegre 0:2 Vílson Tadei, Paulo Isidoro |
| 24 stycznia 1982 | São José – Desportiva Cariacica 2:1 Nenę, Edinho - Dário         |

##### Kolejka 4
| Data             | Mecz                                                                   |
| ---------------- | ---------------------------------------------------------------------- |
| 28 stycznia 1982 | Atlético Mineiro – Grêmio Porto Alegre 1:1 Fernando Roberto - Baltazar |
| 28 stycznia 1982 | EC Vitória – São José 1:0 Zé Augusto                                   |

##### Kolejka 5
| Data             | Mecz                                                           |
| ---------------- | -------------------------------------------------------------- |
| 31 stycznia 1982 | Desportiva Cariacica – EC Vitória 3:1 Dário (2), Zuza - Laerte |
| 31 stycznia 1982 | Atlético Mineiro – São José 0:0                                |

##### Kolejka 6
| Data          | Mecz                                                 |
| ------------- | ---------------------------------------------------- |
| 3 lutego 1982 | Grêmio Porto Alegre – EC Vitória 0:1 Joel Zanata     |
| 3 lutego 1982 | Desportiva Cariacica – São José 0:1 Ademir Gonçalves |

##### Kolejka 7
| Data          | Mecz                                                       |
| ------------- | ---------------------------------------------------------- |
| 7 lutego 1982 | São José – EC Vitória 2:1 Tiăo Marino, Campina - Zé Júlio  |
| 7 lutego 1982 | Grêmio Porto Alegre – Atlético Mineiro 2:0 Baltazar, Uchoa |

##### Kolejka 8
| Data           | Mecz                                                                                      |
| -------------- | ----------------------------------------------------------------------------------------- |
| 10 lutego 1982 | São José – Atlético Mineiro 0:0                                                           |
| 10 lutego 1982 | EC Vitória – Desportiva Cariacica 2:4 Zé Augusto, Joel Zanata - Naldo (2), Batalha, Dário |

##### Kolejka 9
| Data           | Mecz                                                                                               |
| -------------- | -------------------------------------------------------------------------------------------------- |
| 14 lutego 1982 | Atlético Mineiro – Desportiva Cariacica 7:1 Renato (3), Reinaldo (2), De Rosis, Luisinho - Batalha |
| 14 lutego 1982 | Grêmio Porto Alegre – São José 1:0 Baltazar                                                        |

##### Kolejka 10
| Data           | Mecz                                                 |
| -------------- | ---------------------------------------------------- |
| 18 lutego 1982 | EC Vitória – Atlético Mineiro 1:0 Zé Júlio           |
| 18 lutego 1982 | Desportiva Cariacica – Grêmio Porto Alegre 1:0 Naldo |

##### Tabela grupy F
| Poz | Klub                 | Mecze | Zw | Rem | Por | Pkt | BrZd | BrStr |
| --- | -------------------- | ----- | -- | --- | --- | --- | ---- | ----- |
| 1   | São José             | 8     | 4  | 2   | 2   | 10  | 6    | 4     |
| 2   | Grêmio Porto Alegre  | 8     | 4  | 1   | 3   | 9   | 8    | 4     |
| 3   | Atlético Mineiro     | 8     | 3  | 3   | 2   | 9   | 11   | 5     |
| 4   | Desportiva Cariacica | 8     | 3  | 0   | 5   | 6   | 10   | 17    |
| 5   | EC Vitória           | 8     | 3  | 0   | 5   | 6   | 7    | 12    |

#### Grupa G

##### Kolejka 1
| Data             | Mecz                                                            |
| ---------------- | --------------------------------------------------------------- |
| 17 stycznia 1982 | AA Ponte Preta – Goiás EC 1:0 Dicá                              |
| 17 stycznia 1982 | SC Internacional – Grêmio Maringá 3:0 Bira, Assis, Mauro Galvăo |

##### Kolejka 2
| Data             | Mecz                                                          |
| ---------------- | ------------------------------------------------------------- |
| 20 stycznia 1982 | Goiás EC – Taguatinga EC 3:0 Tarciso,Serginho, Carlos Alberto |
| 20 stycznia 1982 | Grêmio Maringá – AA Ponte Preta 0:0                           |

##### Kolejka 3
| Data             | Mecz                                                              |
| ---------------- | ----------------------------------------------------------------- |
| 24 stycznia 1982 | Taguatinga EC – Grêmio Maringá 1:2 Raimundinho - Nei, Paulo César |
| 24 stycznia 1982 | SC Internacional – AA Ponte Preta 1:1 Bira - Celso                |

##### Kolejka 4
| Data             | Mecz                                                         |
| ---------------- | ------------------------------------------------------------ |
| 28 stycznia 1982 | Taguatinga EC – SC Internacional 1:2 Paulo César - Assis (2) |
| 28 stycznia 1982 | Goiás EC – Grêmio Maringá 1:1 Serginho - Edvaldo             |

##### Kolejka 5
| Data             | Mecz                                                                 |
| ---------------- | -------------------------------------------------------------------- |
| 31 stycznia 1982 | AA Ponte Preta – Taguatinga EC 3:1 Dicá, Ronaldo, Bagé - Raimundinho |
| 31 stycznia 1982 | Goiás EC – SC Internacional 1:0 Cacau                                |

##### Kolejka 6
| Data          | Mecz                                                   |
| ------------- | ------------------------------------------------------ |
| 3 lutego 1982 | AA Ponte Preta – SC Internacional 0:0                  |
| 3 lutego 1982 | Grêmio Maringá – Taguatinga EC 2:0 Paulo César, Ademir |

##### Kolejka 7
| Data          | Mecz                                                                                     |
| ------------- | ---------------------------------------------------------------------------------------- |
| 6 lutego 1982 | SC Internacional – Taguatinga EC 6:1 Bira (3), Valdomiro, Assis, Mauro Galvăo - Serginho |
| 7 lutego 1982 | Grêmio Maringá – Goiás EC 2:2 Paulo César, Ademir - Tarciso, Luvanor                     |

##### Kolejka 8
| Data           | Mecz                                                       |
| -------------- | ---------------------------------------------------------- |
| 10 lutego 1982 | SC Internacional – Goiás EC 5:0 Bira (3), Silvinho, Muller |
| 10 lutego 1982 | Taguatinga EC – AA Ponte Preta 0:2 Ronaldo, Carlos         |

##### Kolejka 9
| Data           | Mecz                                                      |
| -------------- | --------------------------------------------------------- |
| 14 lutego 1982 | Goiás EC – AA Ponte Preta 1:1 Tarciso - Ronaldo           |
| 14 lutego 1982 | Grêmio Maringá – SC Internacional 2:0 Paulo César, Ademir |

##### Kolejka 10
| Data           | Mecz                                                                       |
| -------------- | -------------------------------------------------------------------------- |
| 17 lutego 1982 | AA Ponte Preta – Grêmio Maringá 1:0 Abel                                   |
| 17 lutego 1982 | Taguatinga EC – Goiás EC 3:1 Geraldinho, Paulo César, Lino - Marco Antônio |

##### Tabela grupy G
| Poz | Klub             | Mecze | Zw | Rem | Por | Pkt | BrZd | BrStr |
| --- | ---------------- | ----- | -- | --- | --- | --- | ---- | ----- |
| 1   | AA Ponte Preta   | 8     | 4  | 4   | 0   | 12  | 9    | 3     |
| 2   | SC Internacional | 8     | 4  | 2   | 2   | 10  | 17   | 6     |
| 3   | Grêmio Maringá   | 8     | 3  | 3   | 2   | 9   | 9    | 8     |
| 4   | Goiás EC         | 8     | 2  | 3   | 3   | 7   | 9    | 13    |
| 5   | Taguatinga EC    | 8     | 1  | 0   | 7   | 2   | 7    | 21    |

#### Grupa H

##### Kolejka 1
| Data             | Mecz                                                           |
| ---------------- | -------------------------------------------------------------- |
| 17 stycznia 1982 | Londrina – Joinville 3:0 Paulinho, Carlos Henrique, Zé Roberto |
| 17 stycznia 1982 | AA Anapolina – XV de Jaú 1:1 Sávio - Valtinho                  |

##### Kolejka 2
| Data             | Mecz                                                          |
| ---------------- | ------------------------------------------------------------- |
| 20 stycznia 1982 | Joinville – Internacional Santa Maria 0:3 Toninho (2), Róbson |
| 20 stycznia 1982 | XV de Jaú – Londrina 3:0 Wílson, Vânder, Luís Carlos          |

##### Kolejka 3
| Data             | Mecz                                                               |
| ---------------- | ------------------------------------------------------------------ |
| 24 stycznia 1982 | AA Anapolina – Londrina 3:1 Sávio (3) – Paulinho                   |
| 24 stycznia 1982 | Internacional Santa Maria – XV de Jaú 2:1 Toninho, Guinga - Wílson |

##### Kolejka 4
| Data             | Mecz                                         |
| ---------------- | -------------------------------------------- |
| 28 stycznia 1982 | Internacional Santa Maria – AA Anapolina 0:0 |
| 28 stycznia 1982 | Joinville – XV de Jaú 3:0 Barbiéri (3)       |

##### Kolejka 5
| Data             | Mecz                                                              |
| ---------------- | ----------------------------------------------------------------- |
| 31 stycznia 1982 | Londrina – Internacional Santa Maria 3:0 Zé Antônio (2), Silvinho |
| 31 stycznia 1982 | Joinville – AA Anapolina 0:1 Sávio                                |

##### Kolejka 6
| Data          | Mecz                                                      |
| ------------- | --------------------------------------------------------- |
| 3 lutego 1982 | Londrina – AA Anapolina 1:0 Nivaldo                       |
| 3 lutego 1982 | XV de Jaú – Internacional Santa Maria 1:1 Wílson - Róbson |

##### Kolejka 7
| Data          | Mecz                                                             |
| ------------- | ---------------------------------------------------------------- |
| 7 lutego 1982 | XV de Jaú – Joinville 1:0 Valtinho                               |
| 7 lutego 1982 | AA Anapolina – Internacional Santa Maria 3:1 Sávio (3) – Toninho |

##### Kolejka 8
| Data           | Mecz                                                                        |
| -------------- | --------------------------------------------------------------------------- |
| 10 lutego 1982 | Internacional Santa Maria – Londrina 2:2 Chicota, Donga - Paulinho, Nivaldo |
| 10 lutego 1982 | AA Anapolina – Joinville 4:2 Sávio (2), Mateus, Nei - Barbiéri, Adílson     |

##### Kolejka 9
| Data           | Mecz                                                                            |
| -------------- | ------------------------------------------------------------------------------- |
| 14 lutego 1982 | XV de Jaú – AA Anapolina 2:3 Válter, Luís Carlos - Sávio, Luís Carlos, Vínícius |
| 14 lutego 1982 | Joinville – Londrina 3:1 Ademir, Valdo, Jorge Luís - Osmarzinho                 |

##### Kolejka 10
| Data           | Mecz |
| -------------- | --- |
| 17 lutego 1982 | Londrina – XV de Jaú 0:1 Nívio                                                                          |
| 17 lutego 1982 | Internacional Santa Maria – Joinville 3:3 Toninho, Chicota, Valdo - Zé Carlos Paulista, Nardela, Vágner |

##### Tabela grupy H
| Poz | Klub                      | Mecze | Zw | Rem | Por | Pkt | BrZd | BrStr |
| --- | ------------------------- | ----- | -- | --- | --- | --- | ---- | ----- |
| 1   | AA Anapolina              | 8     | 5  | 2   | 1   | 12  | 15   | 8     |
| 2   | XV de Jaú                 | 8     | 3  | 2   | 3   | 8   | 10   | 10    |
| 3   | Internacional Santa Maria | 8     | 2  | 4   | 2   | 8   | 12   | 13    |
| 4   | Londrina                  | 8     | 3  | 1   | 4   | 7   | 11   | 12    |
| 5   | Joinville                 | 8     | 2  | 1   | 5   | 5   | 11   | 16    |

#### Baraże
Zwycięzcy awansowali do drugiego etapu mistrzostw, natomiast przegrani zachowali jeszcze szansę w turnieju Taça de Prata w 1982 roku.
| 20 lutego 1982 Paysandu SC – América Natal 3:1 - Cabinho, Edésio, Angelo - Norival                      |
| 20 lutego 1982 Náutico – CS Alagoano 6:2 - Hęider (4), Jonas (2) – Freitas, Dentinho                    |
| 20 lutego 1982 Londrina – Goiás EC 0:0 - Londrina zwansował do drugiego etapu dzięki lepszemu dorobkowi |
| 24 lutego 1982 Cruzeiro EC – Desportiva Cariacica 1:0 - Abel                                            |

#### Taça de Prata
W turnieju Taça de Prata do drugiej fazy mistrzostw Brazylii zakwalifikowały się następujące kluby:
- America FC
- Athletico Paranaense
- Corinthians Paulista
- SC São Paulo

### Drugi etap

#### Grupa J

##### Kolejka 1
| Data           | Mecz                                                                                |
| -------------- | ----------------------------------------------------------------------------------- |
| 28 lutego 1982 | America FC – CR Vasco da Gama da Gama 1:3 Elói - Roberto Dinamite, Dudu, Rondinelli |
| 28 lutego 1982 | Internacional Santa Maria – Operário FC 1:0 Chicota                                 |

##### Kolejka 2
| Data         | Mecz                                                            |
| ------------ | --------------------------------------------------------------- |
| 6 marca 1982 | Operário FC – CR Vasco da Gama da Gama 2:0 Jones (2)            |
| 6 marca 1982 | America FC – Internacional Santa Maria 3:0 Serginho (2), Moreno |

##### Kolejka 3
| Data          | Mecz |
| ------------- | --- |
| 10 marca 1982 | CR Vasco da Gama da Gama – Internacional Santa Maria 7:0 Roberto Dinamite (3), Cláudio Adăo (2), Dudu, Silvinho |
| 11 marca 1982 | Operário FC – America FC 1:0 Cocada                                                                             |

##### Kolejka 4
| Data          | Mecz                                                                                                   |
| ------------- | --- |
| 14 marca 1982 | CR Vasco da Gama da Gama – Operário FC 7:1 Marquinho (3), Wilsinho (2), Cláudio Adăo, Rosemiro - Jones |
| 14 marca 1982 | Internacional Santa Maria – America FC 0:1 Moreno                                                      |

##### Kolejka 5
| Data          | Mecz                                                                                |
| ------------- | ----------------------------------------------------------------------------------- |
| 17 marca 1982 | CR Vasco da Gama da Gama – America FC 2:2 Roberto Dinamite, Cláudio Adăo - Elói (2) |
| 17 marca 1982 | Operário FC – Internacional Santa Maria 0:0                                         |

##### Kolejka 6
| Data          | Mecz                                                                            |
| ------------- | ------------------------------------------------------------------------------- |
| 25 marca 1982 | Internacional Santa Maria – CR Vasco da Gama da Gama 3:0 Toninho, Róbson, Valdo |
| 25 marca 1982 | America FC – Operário FC 0:1 Arturzinho                                         |

##### Tabela grupy J
| Poz | Klub                      | Mecze | Zw | Rem | Por | Pkt | BrZd | BrStr |
| --- | ------------------------- | ----- | -- | --- | --- | --- | ---- | ----- |
| 1   | CR Vasco da Gama          | 6     | 3  | 1   | 2   | 7   | 19   | 9     |
| 2   | Operário FC               | 6     | 3  | 1   | 2   | 7   | 5    | 8     |
| 3   | America FC                | 6     | 2  | 1   | 3   | 5   | 7    | 7     |
| 4   | Internacional Santa Maria | 6     | 2  | 1   | 3   | 5   | 4    | 11    |

#### Grupa K

##### Kolejka 1
| Data           | Mecz                                                        |
| -------------- | ----------------------------------------------------------- |
| 28 lutego 1982 | Guarani FC – Grêmio Porto Alegre 2:0 Careca, Jorge Mendonça |
| 28 lutego 1982 | Náutico – Grêmio Maringá 3:0 Lupercínio, Jonas, Hęider      |

##### Kolejka 2
| Data         | Mecz                                                                               |
| ------------ | ---------------------------------------------------------------------------------- |
| 7 marca 1982 | Grêmio Maringá – Grêmio Porto Alegre 2:2 Toninho Taino, Paulo César - Baltazar (2) |
| 7 marca 1982 | Guarani FC – Náutico 2:0 Careca, Ariovaldo                                         |

##### Kolejka 3
| Data          | Mecz                                                                         |
| ------------- | ---------------------------------------------------------------------------- |
| 11 marca 1982 | Grêmio Maringá – Guarani FC 3:4 Bugrăo (2), Ademir - Careca (3), Júlio César |
| 11 marca 1982 | Grêmio Porto Alegre – Náutico 0:0                                            |

##### Kolejka 4
| Data          | Mecz                                                                          |
| ------------- | ----------------------------------------------------------------------------- |
| 14 marca 1982 | Náutico – Guarani FC 2:2 Cláudio Marques, Dimas - Marcelo, Jorge Mendonça     |
| 14 marca 1982 | Grêmio Porto Alegre – Grêmio Maringá 4:1 Baltazar (3), Paulo Isidoro - Isaías |

##### Kolejka 5
| Data          | Mecz                                                                                   |
| ------------- | -------------------------------------------------------------------------------------- |
| 17 marca 1982 | Náutico – Grêmio Porto Alegre 0:1 Paulinho                                             |
| 17 marca 1982 | Guarani FC – Grêmio Maringá 3:1 Marcelo, Ernâni Banana, Jorge Mendonça - Toninho Taino |

##### Kolejka 6
| Data          | Mecz                                                      |
| ------------- | --------------------------------------------------------- |
| 23 marca 1982 | Grêmio Porto Alegre – Guarani FC 2:0 Tarciso, Júlio César |
| 25 marca 1982 | Grêmio Maringá – Náutico 0:0                              |

##### Tabela grupy K
| Poz | Klub                | Mecze | Zw | Rem | Por | Pkt | BrZd | BrStr |
| --- | ------------------- | ----- | -- | --- | --- | --- | ---- | ----- |
| 1   | Guarani FC          | 6     | 4  | 1   | 1   | 9   | 13   | 8     |
| 2   | Grêmio Porto Alegre | 6     | 3  | 2   | 1   | 8   | 9    | 5     |
| 3   | Náutico             | 6     | 1  | 3   | 2   | 5   | 5    | 5     |
| 4   | Grêmio Maringá      | 6     | 0  | 2   | 4   | 2   | 7    | 16    |

#### Grupa L

##### Kolejka 1
| Data           | Mecz                                                      |
| -------------- | --------------------------------------------------------- |
| 27 lutego 1982 | Corinthians Paulista – CR Flamengo 1:1 Vladimir - Zico    |
| 28 lutego 1982 | SC Internacional – Atlético Mineiro 1:1 Geraldo - Marinho |

##### Kolejka 2
| Data         | Mecz                                                             |
| ------------ | ---------------------------------------------------------------- |
| 7 marca 1982 | SC Internacional – Corinthians Paulista 0:2 Casagrande, Sócrates |
| 7 marca 1982 | CR Flamengo – Atlético Mineiro 2:1 Adílio, Mozer - Reinaldo      |

##### Kolejka 3
| Data          | Mecz                                                                                |
| ------------- | ----------------------------------------------------------------------------------- |
| 10 marca 1982 | Atlético Mineiro – Corinthians Paulista 1:3 Renato - Birobiro, Casagrande, Sócrates |
| 11 marca 1982 | CR Flamengo – SC Internacional 1:1 Zico - Rodrigues Neto                            |

##### Kolejka 4
| Data          | Mecz                                                                |
| ------------- | ------------------------------------------------------------------- |
| 14 marca 1982 | Corinthians Paulista – SC Internacional 1:0 Eduardo                 |
| 14 marca 1982 | Atlético Mineiro – CR Flamengo 3:1 Éder, Reinaldo, Renato - Anselmo |

##### Kolejka 5
| Data          | Mecz                                                                             |
| ------------- | -------------------------------------------------------------------------------- |
| 17 marca 1982 | Corinthians Paulista – Atlético Mineiro 2:1 Zenon, Vladimir - Éder               |
| 17 marca 1982 | SC Internacional – CR Flamengo 2:3 Geraldo, Mauro Pastor - Reinaldo, Zico, Vítor |

##### Kolejka 6
| Data          | Mecz                                                           |
| ------------- | -------------------------------------------------------------- |
| 25 marca 1982 | Atlético Mineiro – SC Internacional 2:1 Éder, Marinho - Sapuca |
| 25 marca 1982 | CR Flamengo – Corinthians Paulista 2:0 Tita, Zico              |

##### Tabela grupy L
| Poz | Klub                 | Mecze | Zw | Rem | Por | Pkt | BrZd | BrStr |
| --- | -------------------- | ----- | -- | --- | --- | --- | ---- | ----- |
| 1   | Corinthians Paulista | 6     | 4  | 1   | 1   | 9   | 9    | 5     |
| 2   | CR Flamengo          | 6     | 3  | 2   | 1   | 8   | 10   | 8     |
| 3   | Atlético Mineiro     | 6     | 2  | 1   | 3   | 5   | 9    | 10    |
| 4   | SC Internacional     | 6     | 0  | 2   | 4   | 2   | 5    | 10    |

#### Grupa M

##### Kolejka 1
| Data           | Mecz                                                          |
| -------------- | ------------------------------------------------------------- |
| 28 lutego 1982 | Paysandu SC – Sport Recife 0:2 Nílson, Bebeto                 |
| 28 lutego 1982 | EC Bahia – XV de Jaú 1:2 Léo Oliveira - Luís Carlos, Valtinho |

##### Kolejka 2
| Data         | Mecz                                                                     |
| ------------ | ------------------------------------------------------------------------ |
| 7 marca 1982 | Sport Recife – XV de Jaú 4:0 Nílson (2), Merica, Antenor                 |
| 7 marca 1982 | EC Bahia – Paysandu SC 2:3 Osny, Zé Augusto - Marcinho, Cabinho, Isidoro |

##### Kolejka 3
| Data          | Mecz                                       |
| ------------- | ------------------------------------------ |
| 11 marca 1982 | Sport Recife – EC Bahia 0:2 Dario (2)      |
| 11 marca 1982 | XV de Jaú – Paysandu SC 1:1 Osni - Cabinho |

##### Kolejka 4
| Data          | Mecz                                                              |
| ------------- | ----------------------------------------------------------------- |
| 14 marca 1982 | XV de Jaú – Sport Recife 2:2 Valtinho, Nívio - Joăo Carlos, Édson |
| 14 marca 1982 | Paysandu SC – EC Bahia 1:3 Sabará - Dario (2), Léo Oliveira       |

##### Kolejka 5
| Data          | Mecz                                       |
| ------------- | ------------------------------------------ |
| 17 marca 1982 | Paysandu SC – XV de Jaú 1:1 Cabinho - Osni |
| 17 marca 1982 | EC Bahia – Sport Recife 0:0                |

##### Kolejka 6
| Data          | Mecz                                                       |
| ------------- | ---------------------------------------------------------- |
| 25 marca 1982 | XV de Jaú – EC Bahia 1:1 César - Léo Oliveira              |
| 25 marca 1982 | Sport Recife – Paysandu SC 3:0 Joăo Carlos, Édson, Betinho |

##### Tabela grupy M
| Poz | Klub         | Mecze | Zw | Rem | Por | Pkt | BrZd | BrStr |
| --- | ------------ | ----- | -- | --- | --- | --- | ---- | ----- |
| 1   | Sport Recife | 6     | 3  | 2   | 1   | 8   | 11   | 4     |
| 2   | EC Bahia     | 6     | 2  | 2   | 2   | 6   | 9    | 7     |
| 3   | XV de Jaú    | 6     | 1  | 4   | 1   | 6   | 7    | 10    |
| 4   | Paysandu SC  | 6     | 1  | 2   | 3   | 4   | 6    | 12    |

#### Grupa N

##### Kolejka 1
| Data           | Mecz                                      |
| -------------- | ----------------------------------------- |
| 28 lutego 1982 | Santos FC – AA Internacional 1:0 Palhinha |
| 28 lutego 1982 | SC São Paulo – Bangu AC 1:0 Tijuca        |

##### Kolejka 2
| Data         | Mecz |
| ------------ | --- |
| 7 marca 1982 | Santos FC – SC São Paulo 6:1 Célio s, Joăo Paulo, Nílson Dias, Paulinho Batistote, Pita, Chicăo - Célio |
| 7 marca 1982 | Bangu AC – AA Internacional 2:0 Vágner (2)                                                              |

##### Kolejka 3
| Data          | Mecz                                                   |
| ------------- | ------------------------------------------------------ |
| 11 marca 1982 | AA Internacional – SC São Paulo 3:0 Elísio, Lela, Elzo |
| 11 marca 1982 | Bangu AC – Santos FC 2:0 Vágner (2)                    |

##### Kolejka 4
| Data          | Mecz                                                                        |
| ------------- | --------------------------------------------------------------------------- |
| 14 marca 1982 | AA Internacional – Bangu AC 2:2 Paulo Roberto, Elzo - Vágner, Rubens Feijăo |
| 14 marca 1982 | SC São Paulo – Santos FC 0:0                                                |

##### Kolejka 5
| Data          | Mecz                                                       |
| ------------- | ---------------------------------------------------------- |
| 17 marca 1982 | Santos FC – Bangu AC 1:0 Joăo Paulo                        |
| 17 marca 1982 | SC São Paulo – AA Internacional 2:2 Ricardo (2) – Lela (2) |

##### Kolejka 6
| Data          | Mecz                                        |
| ------------- | ------------------------------------------- |
| 25 marca 1982 | AA Internacional – Santos FC 0:1 Joăo Paulo |
| 25 marca 1982 | Bangu AC – SC São Paulo 1:0 Mirandinha      |

##### Tabela grupy N
| Poz | Klub             | Mecze | Zw | Rem | Por | Pkt | BrZd | BrStr |
| --- | ---------------- | ----- | -- | --- | --- | --- | ---- | ----- |
| 1   | Santos FC        | 6     | 4  | 1   | 1   | 9   | 9    | 3     |
| 2   | Bangu AC         | 6     | 3  | 1   | 2   | 7   | 7    | 4     |
| 3   | AA Internacional | 6     | 1  | 2   | 3   | 4   | 7    | 8     |
| 4   | SC São Paulo     | 6     | 1  | 2   | 3   | 4   | 4    | 12    |

#### Grupa O

##### Kolejka 1
| Data           | Mecz                                          |
| -------------- | --------------------------------------------- |
| 28 lutego 1982 | Londrina – São José 1:1 Paulinho - Eli Carlos |
| 28 lutego 1982 | Treze FC – Botafogo FR 0:2 Té, Rocha          |

##### Kolejka 2
| Data         | Mecz                       |
| ------------ | -------------------------- |
| 7 marca 1982 | São José – Botafogo FR 0:0 |
| 7 marca 1982 | Treze FC – Londrina 0:0    |

##### Kolejka 3
| Data          | Mecz                                                                     |
| ------------- | ------------------------------------------------------------------------ |
| 11 marca 1982 | Botafogo FR – Londrina 1:3 Mendonça - Carlos Henrique, Paulinho, Nivaldo |
| 11 marca 1982 | São José – Treze FC 3:1 Zé Luís s,Eli Carlos, Niltinho - Hélio Sururu    |

##### Kolejka 4
| Data          | Mecz                                                                      |
| ------------- | ------------------------------------------------------------------------- |
| 14 marca 1982 | Botafogo FR – São José 0:1 Darci                                          |
| 14 marca 1982 | Londrina – Treze FC 3:1 Paulinho, Osmarzinho, Luís Gustavo - Hélio Sururu |

##### Kolejka 5
| Data          | Mecz                                                    |
| ------------- | ------------------------------------------------------- |
| 17 marca 1982 | Londrina – Botafogo FR 1:1 Fumanchu - Perivaldo         |
| 17 marca 1982 | Treze FC – São José 0:3 Ademir Melo, Eli Carlos, Edinho |

##### Kolejka 6
| Data          | Mecz                                                                    |
| ------------- | ----------------------------------------------------------------------- |
| 24 marca 1982 | Botafogo FR – Treze FC 1:3 Mirandinha - Hélio Alagoano, Jangada, Wílson |
| 24 marca 1982 | São José – Londrina 0:0                                                 |

##### Tabela grupy O
| Poz | Klub        | Mecze | Zw | Rem | Por | Pkt | BrZd | BrStr |
| --- | ----------- | ----- | -- | --- | --- | --- | ---- | ----- |
| 1   | São José    | 6     | 3  | 3   | 0   | 9   | 8    | 2     |
| 2   | Londrina    | 6     | 2  | 4   | 0   | 8   | 8    | 4     |
| 3   | Botafogo FR | 6     | 1  | 2   | 3   | 4   | 5    | 8     |
| 4   | Treze FC    | 6     | 1  | 1   | 4   | 3   | 5    | 12    |

#### Grupa P

##### Kolejka 1
| Data           | Mecz                                                               |
| -------------- | ------------------------------------------------------------------ |
| 28 lutego 1982 | Athletico Paranaense – São Paulo 1:3 Lino - Serginho (2), Éverton  |
| 28 lutego 1982 | Ceará SC – AA Ponte Preta 2:3 Ramón, Marciano - Osvaldo (2), Celso |

##### Kolejka 2
| Data         | Mecz                                                 |
| ------------ | ---------------------------------------------------- |
| 7 marca 1982 | São Paulo – AA Ponte Preta 2:1 Éverton (2) – Osvaldo |
| 7 marca 1982 | Ceará SC – Athletico Paranaense 1:0 Lula             |

##### Kolejka 3
| Data          | Mecz                                                                             |
| ------------- | -------------------------------------------------------------------------------- |
| 11 marca 1982 | AA Ponte Preta – Athletico Paranaense 1:1 Ronaldo - Jorge Nobre                  |
| 11 marca 1982 | São Paulo – Ceará SC 5:2 Serginho (2), Mário Sérgio, Éverton, Renato - Ramón (2) |

##### Kolejka 4
| Data          | Mecz                                                                    |
| ------------- | ----------------------------------------------------------------------- |
| 14 marca 1982 | Athletico Paranaense – Ceará SC 0:3 Ramón, Ademir Patrício, Joăo Carlos |
| 14 marca 1982 | AA Ponte Preta – São Paulo 1:0 Ronaldo                                  |

##### Kolejka 5
| Data          | Mecz                                                         |
| ------------- | ------------------------------------------------------------ |
| 17 marca 1982 | Ceará SC – São Paulo 2:3 Ramón, Ademir Patrício - Renato (3) |
| 17 marca 1982 | Athletico Paranaense – AA Ponte Preta 0:0                    |

##### Kolejka 6
| Data          | Mecz                                          |
| ------------- | --------------------------------------------- |
| 25 marca 1982 | AA Ponte Preta – Ceará SC 0:1 Valdemir        |
| 25 marca 1982 | São Paulo – Athletico Paranaense 1:0 Serginho |

##### Tabela grupy P
| Poz | Klub                 | Mecze | Zw | Rem | Por | Pkt | BrZd | BrStr |
| --- | -------------------- | ----- | -- | --- | --- | --- | ---- | ----- |
| 1   | São Paulo            | 6     | 5  | 0   | 1   | 10  | 14   | 7     |
| 2   | Ceará SC             | 6     | 3  | 0   | 3   | 6   | 11   | 11    |
| 3   | AA Ponte Preta       | 6     | 2  | 2   | 2   | 6   | 6    | 6     |
| 4   | Athletico Paranaense | 6     | 0  | 2   | 4   | 2   | 2    | 9     |

#### Grupa Q

##### Kolejka 1
| Data           | Mecz                                                              |
| -------------- | ----------------------------------------------------------------- |
| 28 lutego 1982 | Moto Club de São Luís – AA Anapolina 1:0 Raimundinho              |
| 28 lutego 1982 | Cruzeiro EC – Fluminense FC 2:2 Macedo, Edmar - Cristóvăo, Edinho |

##### Kolejka 2
| Data         | Mecz                                                        |
| ------------ | ----------------------------------------------------------- |
| 7 marca 1982 | AA Anapolina – Fluminense FC 3:1 Sávio (2), Mateus - Amauri |
| 7 marca 1982 | Cruzeiro EC – Moto Club de São Luís 1:0 Nelinho             |

##### Kolejka 3
| Data          | Mecz                                                           |
| ------------- | -------------------------------------------------------------- |
| 10 marca 1982 | Fluminense FC – Moto Club de São Luís 3:0 Gilcimar (2), Edinho |
| 10 marca 1982 | AA Anapolina – Cruzeiro EC 1:0 Sávio                           |

##### Kolejka 4
| Data          | Mecz                                                                           |
| ------------- | ------------------------------------------------------------------------------ |
| 13 marca 1982 | Fluminense FC – AA Anapolina 6:1 Edinho (3), Robertinho (2), Gilcimar - Mateus |
| 14 marca 1982 | Moto Club de São Luís – Cruzeiro EC 0:1 Eudes                                  |

##### Kolejka 5
| Data          | Mecz                                                                      |
| ------------- | ------------------------------------------------------------------------- |
| 17 marca 1982 | Moto Club de São Luís – Fluminense FC 0:3 Gilcimar, Robertinho, Alexandre |
| 17 marca 1982 | Cruzeiro EC – AA Anapolina 0:1 Nei                                        |

##### Kolejka 6
| Data          | Mecz                                                                    |
| ------------- | ----------------------------------------------------------------------- |
| 24 marca 1982 | Fluminense FC – Cruzeiro EC 4:0 Gilcimar, Robertinho, Alexandre, Edinho |
| 24 marca 1982 | AA Anapolina – Moto Club de São Luís 3:1 Veiga, Mateus, Nei - Gil Lima  |

##### Tabela grupy Q
| Poz | Klub                  | Mecze | Zw | Rem | Por | Pkt | BrZd | BrStr |
| --- | --------------------- | ----- | -- | --- | --- | --- | ---- | ----- |
| 1   | Fluminense FC         | 6     | 4  | 1   | 1   | 9   | 19   | 6     |
| 2   | AA Anapolina          | 6     | 4  | 0   | 2   | 8   | 9    | 9     |
| 3   | Cruzeiro EC           | 6     | 2  | 1   | 3   | 5   | 4    | 8     |
| 4   | Moto Club de São Luís | 6     | 1  | 0   | 5   | 2   | 2    | 11    |

### 1/8 finału
| CR Vasco da Gama – Grêmio Porto Alegre 1:1 i 0:1 1 28.03 1982 Pedrinho - Baltazar 2 31.03 1982 Paulo Isidoro                          |
| Operário FC – Guarani FC 1:1 i 0:1 1 28.03 1982 Arturzinho - Zéze 2 31.03 1982 Careca                                                 |
| AA Anapolina – São Paulo 3:1 i 0:4 1 28.03 1982 Sávio (2), Mateus - Jaiminho 2 31.03 1982 Serginho (3), Dario Pereyra                 |
| CR Flamengo – Sport Recife 2:0 i 1:2 1 28.03 1982 Tita, Zico 2 31.03 1982 Leandro - Betinho, Édson                                    |
| Londrina – Santos FC 0:0 i 0:1 1 28.03 1982 2 31.03 1982 Cardim                                                                       |
| Bangu AC – São José 3:1 i 2:2 1 28.03 1982 Pedrinho, Luisăo, Toninho - Tiăo Marino 2 31.03 1982 Tecao, Lira - Niltinho, Adílson       |
| EC Bahia – Corinthians Paulista 1:1 i 2:5 1 28.03 1982 Osny - Zenon 2 01.04 1982 Róbson, Osny - Biro-Biro (2), Mário, Zenon, Paulinho |
| Ceará SC – Fluminense FC 1:2 i 0:2 1 28.03 1982 Jorge Luís - Gilcimar, Amauri 2 01.04 1982 Hamílton Silva s, Paulo Lino               |

### 1/4 finału
| CR Flamengo – Santos FC 2:1 i 1:1 1 03.04 1982 Tita, Marinho - Gilberto 2 06.04 1982 Zico - Paulinho Batistote                                                                                |
| Grêmio Porto Alegre – Fluminense FC 1:1 i 2:1 1 04.04 1982 Baltazar - Amauri 2 07.04 1982 Tonho, Paulo Isidoro - Mário                                                                        |
| São Paulo – Guarani FC 0:1 i 0:2 1 04.04 1982 Careca 2 07.04 1982 Ederson, Rubens |
| Bangu AC – Corinthians Paulista 0:1 i 2:1 1 04.04 1982 Sócrates 2 07.04 1982 Zelito, Pedrinho - Casagrande - do półfinału awandował Corinthians dzięki lepszym wynikom uzyskanym w 1/8 finału |

### 1/2 finału
| Corinthians Paulista – Grêmio Porto Alegre 1:2 i 1:3 1 11.04 1982 Sócrates - Tarciso, Paulo Roberto Costa 2 14.04 1982 Casagrande - Baltazar, Tarciso, Paulo Isidoro |
| CR Flamengo – Guarani FC 2:1 i 3:2 1 11.04 1982 Peu, Zico - Lúcio 2 15.04 1982 Zico (3) – Jorge Mendonça (2)                                                         |

### Finał
| CR Flamengo – Grêmio Porto Alegre 1:1 i 0:0, dod. 1:0 |
| 18 kwietnia 1982 Rio de Janeiro Maracanã (138 107) CR Flamengo – Grêmio Porto Alegre 1:1 (0:0) Sędzia: José Roberto Wright Bramki: 0:1 Tonho 83, 1:1 89 Clube de Regatas do Flamengo (trener Paulo César Carpeggiani): Raul - Leandro, Marinho, Figueiredo, Júnior, Andrade, Adílio, Zico, Tita, Nunes, Lico (Chiquinho) Grêmio Foot-Ball Porto Alegrense (trener Ênio Andrade): Leão - Paulo Roberto, Vantuir (Newmar), De León, Paulo César, Batista, Paulo Isidoro, Bonamigo (China), Tarciso, Baltazar, Tonho                   |
| 21 kwietnia 1982 Porto Alegre Estádio Olímpico Monumental (74 238) Grêmio Porto Alegre – CR Flamengo 0:0 Sędzia: José Roberto Wright Grêmio Foot-Ball Porto Alegrense (trener Ênio Andrade): Leão - Paulo Roberto, Newmar, De León, Paulo César, Batista, Paulo Isidoro, Vilson Tadei (Odair), Tarciso, Baltazar (Paulinho), Tonho Clube de Regatas do Flamengo (trener Paulo César Carpeggiani): Raul - Leandro, Marinho, Figueiredo, Júnior, Andrade, Adílio, Zico, Tita, Nunes, Lico                                             |
| 25 kwietnia 1982 Porto Alegre Estádio Olímpico Monumental (62 256) Grêmio Porto Alegre – CR Flamengo 0:1 (0:1) Sędzia: Oscar Scolfaro Bramki: Nunes 10 Grêmio Foot-Ball Porto Alegrense (trener Ênio Andrade): Leão - Paulo Roberto, Newmar, De León, Paulo César, Batista, Paulo Isidoro, Vilson Tadei (Odair), Renato, Baltazar (Paulinho), Tonho (Odair) Clube de Regatas do Flamengo (trener Paulo César Carpeggiani): Raul - Leandro, (Antunes), Marinho, Figueiredo, Júnior, Andrade, Adílio, Zico, Tita, Nunes (Vítor), Lico |

Mistrzem Brazylii w 1982 roku został klub CR Flamengo, a wicemistrzem Brazylii – Grêmio Porto Alegre.

## Końcowa klasyfikacja sezonu 1982
W klasyfikacji nie uwzględniono wyników baraży kończących pierwszy etap mistrzostw.
| Poz | Klub                              | Mecze | Zw | Rem | Por | Pkt | BrZd | BrStr |
| --- | --------------------------------- | ----- | -- | --- | --- | --- | ---- | ----- |
| 1   | CR Flamengo                       | 23    | 15 | 6   | 2   | 36  | 48   | 27    |
| 2   | Grêmio Porto Alegre               | 23    | 11 | 7   | 5   | 29  | 28   | 16    |
| 3   | Guarani FC                        | 20    | 14 | 3   | 3   | 31  | 53   | 22    |
| 4   | Corinthians Paulista              | 12    | 6  | 2   | 4   | 14  | 19   | 15    |
| 5   | Fluminense FC                     | 18    | 9  | 6   | 3   | 24  | 39   | 17    |
| 6   | São Paulo                         | 18    | 11 | 1   | 6   | 23  | 43   | 23    |
| 7   | Santos FC                         | 18    | 9  | 5   | 4   | 23  | 27   | 16    |
| 8   | Bangu AC                          | 18    | 9  | 4   | 5   | 22  | 29   | 17    |
| 9   | Sport Recife                      | 16    | 10 | 3   | 3   | 23  | 28   | 12    |
| 10  | CR Vasco da Gama                  | 16    | 10 | 2   | 4   | 22  | 42   | 14    |
| 11  | AA Anapolina                      | 16    | 10 | 2   | 4   | 22  | 27   | 22    |
| 12  | São José                          | 16    | 7  | 6   | 3   | 20  | 17   | 11    |
| 13  | Operário FC                       | 16    | 7  | 4   | 5   | 18  | 17   | 19    |
| 14  | EC Bahia                          | 16    | 5  | 7   | 4   | 17  | 21   | 19    |
| 15  | Londrina                          | 17    | 5  | 7   | 5   | 17  | 19   | 17    |
| 16  | Ceará SC                          | 16    | 7  | 2   | 7   | 16  | 24   | 30    |
| 17  | AA Ponte Preta                    | 14    | 6  | 6   | 2   | 18  | 15   | 9     |
| 18  | Botafogo FR                       | 14    | 6  | 3   | 5   | 15  | 21   | 17    |
| 19  | Atlético Mineiro                  | 14    | 5  | 4   | 5   | 14  | 20   | 15    |
| 20  | XV de Jaú                         | 14    | 4  | 6   | 4   | 14  | 17   | 20    |
| 21  | Internacional Santa Maria         | 14    | 4  | 5   | 5   | 13  | 16   | 24    |
| 22  | SC Internacional                  | 14    | 4  | 4   | 6   | 12  | 22   | 16    |
| 23  | AA Internacional                  | 14    | 3  | 6   | 5   | 12  | 20   | 18    |
| 24  | Cruzeiro EC                       | 14    | 5  | 1   | 8   | 11  | 14   | 23    |
| 25  | Grêmio Porto AlegreGrêmio Maringá | 14    | 3  | 5   | 6   | 11  | 16   | 24    |
| 26  | Náutico                           | 14    | 2  | 7   | 5   | 11  | 16   | 20    |
| 27  | Treze FC                          | 14    | 3  | 3   | 8   | 9   | 11   | 29    |
| 28  | Moto Club de São Luís             | 14    | 3  | 3   | 8   | 9   | 7    | 25    |
| 29  | Paysandu SC                       | 14    | 1  | 7   | 6   | 9   | 10   | 23    |
| 30  | America FC                        | 6     | 2  | 1   | 3   | 5   | 7    | 7     |
| 31  | SC São Paulo                      | 6     | 1  | 2   | 3   | 4   | 4    | 12    |
| 32  | Athletico Paranaense              | 6     | 0  | 2   | 4   | 2   | 2    | 9     |
| 33  | Goiás EC                          | 8     | 2  | 3   | 3   | 7   | 9    | 13    |
| 34  | EC Vitória                        | 8     | 3  | 0   | 5   | 6   | 7    | 12    |
| 35  | Desportiva Cariacica              | 8     | 3  | 0   | 5   | 6   | 10   | 17    |
| 36  | CS Alagoano                       | 8     | 1  | 4   | 3   | 6   | 9    | 13    |
| 37  | Joinville                         | 8     | 2  | 1   | 5   | 5   | 11   | 16    |
| 38  | Mixto EC                          | 8     | 2  | 0   | 6   | 4   | 10   | 17    |
| 39  | América Natal                     | 8     | 2  | 0   | 6   | 4   | 8    | 16    |
| 40  | Nacional FC                       | 8     | 0  | 4   | 4   | 4   | 5    | 13    |
| 41  | Itabaiana                         | 8     | 1  | 1   | 6   | 3   | 2    | 18    |
| 42  | Taguatinga EC                     | 8     | 1  | 0   | 7   | 2   | 7    | 21    |
| 43  | Ferroviário AC                    | 8     | 1  | 0   | 7   | 2   | 6    | 19    |
| 44  | Ríver AC                          | 8     | 0  | 0   | 8   | 0   | 6    | 26    |